# Faune de Burgess
Pour les articles homonymes, voir Burgess.

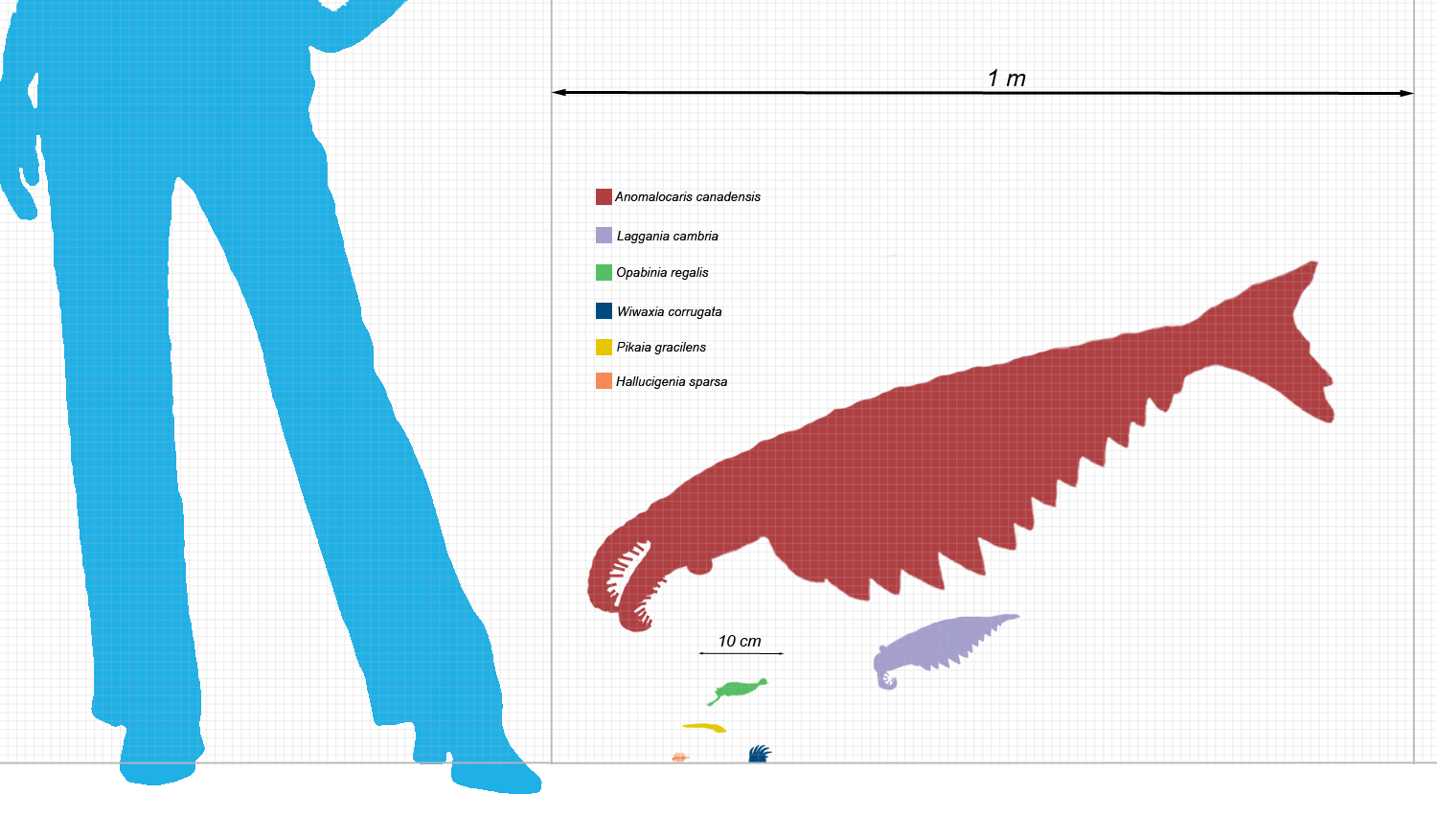
Comparaison de taille de quelques espèces avec l'Homme

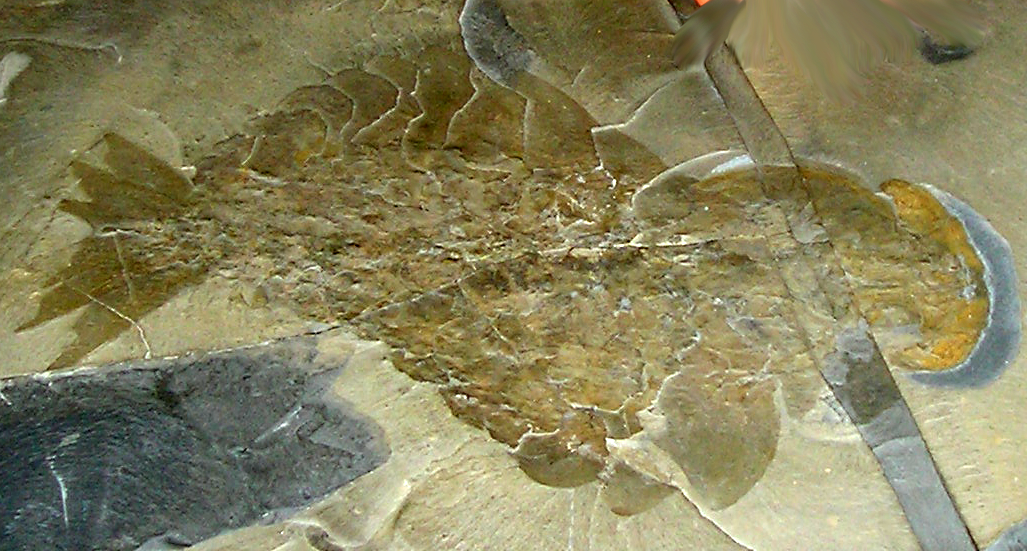
Fossile d’Anomalocaris dans les schistes de Burgess

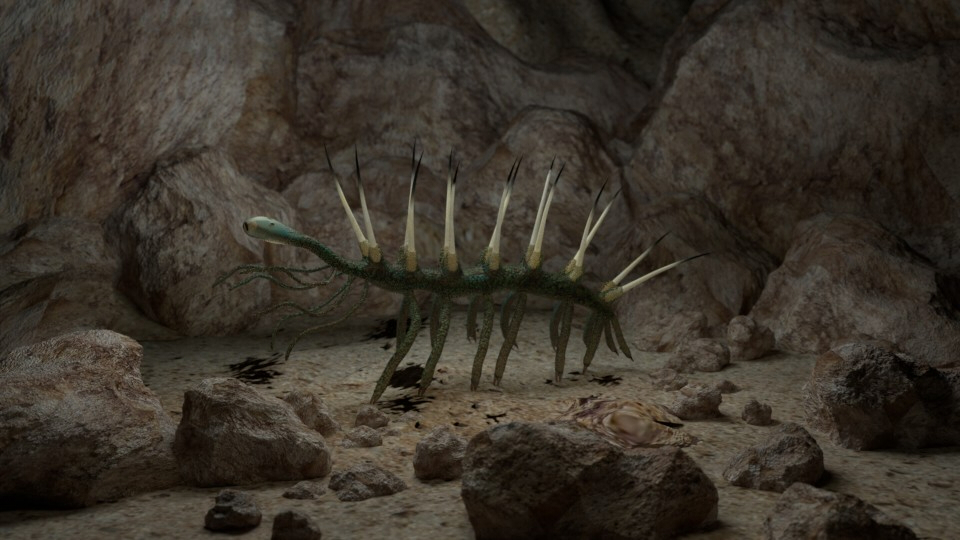
Restitution paléoartistique de l’Hallucigenia des schistes de Burgess par José-Manuel Canete, 2015.

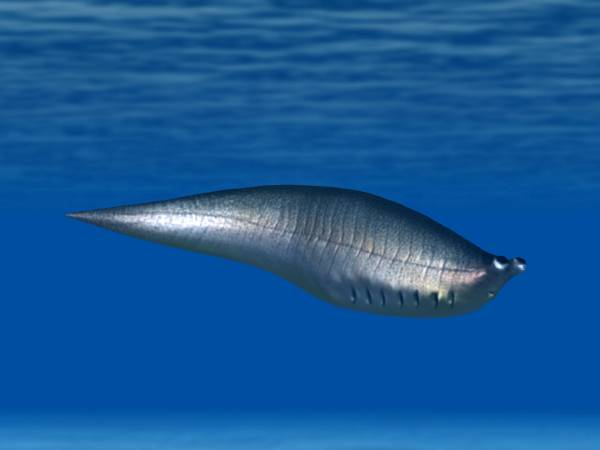
Restitution de Metaspriggina par Nobu Tamura.

La faune de Burgess désigne une faune originale, et exclusivement marine, composée entre autres d'annélides, de chordés et d'une grande variété de formes arthropodes ou proches des arthropodes, montrant une grande diversité de formes et de tailles, datant du Cambrien (−505 Ma). Elle a été découverte par hasard en 1911 par le géologue américain Charles Doolittle Walcott. Le nom vient du site des schistes de Burgess situé dans le Parc national de Yoho au Canada, sur les pentes du mont Wapta.

## Description
Les fouilles commencées en 1911 se poursuivirent jusqu'en 1917, et se conclurent par la collecte de plus de 80 000 spécimens déposés à l'Institut Smithsonian de Washington. À la fin des années 1960, le professeur Harry Whittington entreprit de réviser le travail de Walcott, et après de nombreuses observations des fossiles à la chambre claire, il conclut au caractère original d'un grand nombre d'espèces du point de vue des plans d'organisation.
Cette faune majoritairement benthique présente 140 espèces réparties en 119 genres : 37 % sont des arthropodes. Elle contient un riche assortiment d'éponges et d'algues, sept espèces de brachiopodes, dix-neuf espèces de trilobites, quatre espèces d'échinodermes et un ou deux mollusques ou cœlentérés.
C'est à cette époque, au cours du Cambrien moyen, entre -528 et -510 millions d'années, lors de l'« explosion cambrienne », que sont apparus les différents plans anatomiques d'organisation actuels, mais aussi d'autres plans, disparus depuis. Pour Stephen Jay Gould, le schiste de Burgess présente une diversité de plans d'organisation qui n'a jamais été égalée depuis, et que n'approche pas la biodiversité actuelle, qui n'est issue que d'une partie des plans d'organisation apparus au Cambrien.
Beaucoup de plans d'organisation anatomiques de la faune de Burgess étaient inconnus avant 1911 et ne sont plus représentés actuellement. Pour la période du Cambrien moyen, on a retrouvé ultérieurement des faunes similaires dans des lagerstättes d'Amérique du Nord, du Groenland (schistes de Sirius Passet), en Europe (schistes d'Öland en Suède), de Chine (Maotianshan et Qingjiang) et en Australie (Emu Bay).